# الاشتراكية في بنغلاديش
تختلف الاشتراكية البنغلادشية عن الاشتراكية في الدول الأخرى حيث تكون جميع وسائل الإنتاج مملوكة اجتماعيًا. تُعد الاشتراكية أحد المبادئ الأساسية الأربعة لسياسة الدولة في الدستور الأصلي لبنغلاديش مع القومية والديمقراطية والعلمانية، وتُذكَر في ديباجة الدستور (مقدمة الدستور). اعتبر الدستور الاشتراكية «وسيلة لتأسيس مجتمع خالٍ من الاستغلال». يسمح الدستور بالملكية التعاونية والخاصة جنبًا إلى جنب مع ملكية الدولة. يعترف الدستور ببنغلاديش كجمهورية شعبية، ويتعهد بضمان تحرير الفلاحين والعمال، ويسعى إلى حماية أوضاعهم وتحسينها، ويُعلن كغيره من الدساتير الاشتراكية أيضًا عن التعليم المجاني والإلزامي.
تشكلت بنغلاديش الحديثة بعد حرب الاستقلال، بقيادة الشيخ مجيب الرحمن، كنظام اقتصادي اشتراكي، فأدى ذلك إلى حالة من الفوضى وتراجع اقتصادي. غُيِّر الهيكل السياسي للبلاد إلى دولة اشتراكية في عام 1975، ولم يكن هناك سوى حزب طليعي واحد في البلاد. شهدت البلاد تغييرًا في النظام بعد اغتيال مجيب، فأُزيحت الاشتراكية في النهاية من الدستور في عام 1979 وتصدرت الليبرالية. أُدخِل اقتصاد السوق الحر، وتعرضت مؤسسات الدولة للإحباط وسُحِب الدعم. أُعيد استخدام مصطلح «الاشتراكية» و«اشتراكي» في عام 2011 لجعل الدستور أكثر انسجامًا مع الوثيقة الأصلية، ولكن البلاد حافظت على نظام اقتصادي مختلط ليبرالي.

## تاريخ

### التاريخ القديم
كانت منطقة البنغال واحدة من المراكز الهامة للأنشطة الثورية في الهند البريطانية قبل تقسيم الهند. لعب القادة البنغال دورًا حيويًا في إدخال وتجميع الاشتراكية والشيوعية في الهند، مثل مظفر أحمد المؤسس المشارك للحزب الشيوعي الهندي.
أعيد تنظيم الأنشطة الشيوعية في باكستان الحديثة بعد تقسيم الهند. تأسست رابطة عوامي الإسلامية، التي سبقت رابطة عوامي الحديثة، في عام 1949 بهدف إقامة مجتمع خالٍ من الاستغلال وإلغاء نظام الزميندار. حصلت الجبهة المتحدة بقيادة رابطة عوامي الإسلامية على التفويض الحصري في شرق باكستان خلال انتخابات المقاطعات لعام 1954 هناك. لعب الحزب الشيوعي الباكستاني دورًا رئيسيًا في الإضرابات العمالية لدعم حركة اللغة قبل ذلك في عام 1950. شكل الحزب الشيوعي حكومة ديمقراطية في شرق باكستان بدعم من الجبهة المتحدة. عزلت الحكومة المركزية الحكومة في شرق باكستان في عام 1958.

### الحقبة الاشتراكية (1972-1975)
اتبعت حكومة بنغلاديش بعض الأساليب الاشتراكية بعد تحرير بنغلاديش في عام 1971؛ مما أدى إلى زيادة مشاركة الدولة في الأنشطة الإنتاجية لتحسين وضع البلد الاقتصادي الذي تمزقه الحرب. أُمِّمت العديد من الشركات الكبيرة والمتوسطة الحجم ومؤسسات المرافق العامة بهدف إقامة دولة اشتراكية في ظل النموذج الاقتصادي السوفيتي. أُمِّمت جميع البنوك وشركات التأمين في 26 مارس 1972 باستثناء فروع البنوك الأجنبية.
دعا الشيخ مجيب الرحمن، أول رئيس و«الأب المؤسس» للبلاد، إلى الاشتراكية والعلمانية في البلاد. أيقن مجيب الرحمن أن ثروة البلاد ملك لكل الشعب البنغلادشي، فسيأخذ الجميع نصيبه من جميع المنتجات، وسيتوقف الاستغلال. سيطرت الأفكار الاشتراكية على الدستور إلى حد كبير، وأصبح حزبه «رابطة عوامي» الحزب الطليعي بحكم الأمر الواقع.
أدت هذه المبادرات إلى ظهور تمرد يساري في البلاد، واندلعت العديد من المنظمات المناهضة لجماعة رابطة عوامي، مثل الحزب الاشتراكي الوطني البنغالي وحزب البروليتاريا بشرق البنغال. شُكِّلت ميليشيا شعبية تُدعى الحرس الوطني (جاتيا راخي باهيني) للتعامل مع التمرد؛ فتورطت في النهاية في عمليات القتل خارج نطاق القانون والاختفاء القسري والعديد من الجرائم.
شهد الاقتصاد تراجعًا، وتركت عملية الإصلاح الصناعات الصغيرة والمنزلية فقط للقطاع الخاص. توسع القطاع العام بسرعة كبيرة، ولكن حصته في الناتج المحلي الإجمالي ومن إجمالي الجهود الإنتاجية كانت ضئيلة، بسبب ترك القطاع الزراعي للقطاع الخاص، الذي يشكل حوالي 80% من الاقتصاد الوطني. اندلعت مجاعة كبيرة في البلاد في عام 1974، وظهر سوء الإدارة وفشل النظام.
دعا الشيخ مجيب الرحمن في 24 فبراير 1975 إلى ثورة اشتراكية في البلاد، سميت بالثورة الثانية، بسبب زيادة التمرد وسوء الإدارة السياسية والاقتصادية. شكل مجيب حزب سياسي جديد يُدعى رابطة بنغلاديش كريشاك سراميك عوامي (باكسال)، باستخدام الصلاحيات الممنوحة له بموجب التعديل الرابع للدستور، وكان سيصبح الحزب الوحيد المسموح به في البرلمان. حُظِرت جميع الأحزاب السياسية الأخرى مع تشكيل حزب باكسال بأمر رئاسي، وتحولت بنغلاديش إلى دولة اشتراكية يحكمها حزب واحد بشكل كامل. دعا الحزب إلى اشتراكية الدولة كجزء من مجموعة الإصلاحات في ظل نظريات الثورة الثانية. كان باكسال مجلس صنع القرار لتحقيق أهداف الثورة الثانية. قيدت الحكومة الحريات المدنية وحُظِرت معظم الصحف.
أدى تزايد التمرد، وسوء الإدارة السياسية والاقتصادية، والفظائع التي ارتكبها جيش الحرس الوطني إلى تشكيل مشاعر معادية لمجيب الرحمن ومناهضة للاشتراكية في الجيش. اغتيل مجيب مع معظم أفراد أسرته في 15 أغسطس 1975. قُتل أيضًا أربعة من أقرب حلفائه وكبار الشخصيات في الثورة في 3 نوفمبر من ذلك العام. حُلَّ حزب باكسال باغتيال الشيخ مجيب الرحمن وفشلت الثورة الثانية.

### حقبة ما بعد الاشتراكية
أطلق قادة عسكريون جدد برنامجًا للقضاء على أنصار مجيب الرحمن والتحرير لتطوير مجتمع رأسمالي بعد اغتيال مجيب في عام 1975. هُمِّشت السياسات والخطابات الاشتراكية خلال سنوات الحكم العسكري التي أعقبت حكم ضياء الرحمن (1975-1981)، وحسين محمد إرشاد (1982-1990). سحب ضياء معظم سياسات الثورة الثانية وأعاد النظام التمثيلي التعددي. أُحيَت الأحزاب السياسية الليبرالية والتقدمية، وسُحِق الحزب الاشتراكي الوطني، والأحزاب السياسية الماركسية اللينينية الثورية الأخرى خلال عمليات التطهير التي أعقبت الانقلاب. تحسنت العلاقات مع الولايات المتحدة ودول الكتلة الغربية الأخرى بحلول ذلك الوقت.
شهد اقتصاد بنغلاديش تفككًا للطابع الاشتراكي بالإضافة إلى اللامركزية بحلول هذا الوقت. خُصخِصَت العديد من الشركات المملوكة للدولة، مثل البنوك، والاتصالات، والطيران، والإعلام والجوت، وعُزِّز كل من تحرير التجارة والصادرات. سُرِّعت السياسات الاقتصادية الهادفة إلى تشجيع المشاريع الخاصة والاستثمار، وخصخصة الصناعات العامة، وإعادة ضبط الميزانية، وتحرير نظام الاستيراد.

### بنغلاديش الحديثة
تتميز بنغلاديش الحديثة بامتلاكها اقتصاد من بين أكثر الاقتصادات تحررًا في جنوب آسيا، وهو اقتصاد السوق النامي. يشجع رابطة عوامي، الحزب الذي روج ذات مرة للاشتراكية في البلاد، حاليًا اقتصاد السوق الحر والاستثمار الأجنبي. أشارت رئيسة رابطة عوامي ورئيسة وزراء بنغلاديش الشيخة حسينة واجد في عام 1991 إلى أن الاشتراكية كانت نظامًا فاشلًا.
احتلت بنغلاديش المرتبة 128 من أصل 178 دولة في مؤشر الحرية الاقتصادية لعام 2017.